# Axel Vindahl
Axel Vindahl (i riksdagen kallad Vindahl i Örebro), född 1 oktober 1866 i Askers socken, död 3 november 1950 i Örebro, var en svensk grosshandlare och politiker (frisinnad).
Axel Vindahl, som var son till en bonde, var grosshandlare i Örebro där han bland annat var ordförande i stadsfullmäktige 1934-1935. Han var också ordförande i Örebro 1:a baptistförsamling.
Han var riksdagsledamot i första kammaren för Örebro läns valkrets 1919-1925 och tillhörde i riksdagen Frisinnade landsföreningens riksdagsgrupp Liberala samlingspartiet, efter den liberala partisplittringen Frisinnade folkpartiet. Han var bland annat ledamot i bankoutskottet 1921-1925. Som riksdagsledamot engagerade han sig bland annat för olika frågor kring folkrörelsernas situation.